# NGC 7453
NGC 7453 bezeichnet im NGC-Katalog drei scheinbar dicht beieinander liegende Sterne im Sternbild Aquarius. Der Katalogeintrag geht auf eine Beobachtung des Astronomen Christian Peters im Jahre 1860 zurück.